# Борки (Ишимский район)
Борки — бывшая деревня в Ишимском районе Тюменской области, населённый пункт находится на территории Плешковского сельского поселения. 
В 1980-х годах деревня была признана неперспективной и расформирована. На данной момент де-факто населённый пункт с домами и постоянно живущими жителями существует, но не оформлен юридически.

## Расположение
Располагается на правом берегу реки Ишим в окружении стариц реки. На востоке располагается деревня Лайкова .
К населённому пункту ведёт просёлочная дорога от автотрассы 71Н-1012. Вокруг также располагаются СНТ.

## История
Деревня Борки входила в состав Жиляковской волости Ишимского уезда Тюменской губернии.
На 1926 год Борки в составе Плешковского сельсовета. Числилось 44 хозяйства.
На территории Борок действовало отделение колхоза «Красный восток». В 1980-е года деревню признали "неперспективной" и расселили в деревню Лайкова и село Плешково.
В 1990-е года территорию вновь заселили. В бывшей деревне проживают постоянно жители с частным сельским подворьем. Около 20 подворий. Заселение заново, видимо, связано с близким расположением города Ишима.
Жителями поселения ведётся борьба за возврат прежнего названия населенного пункта.

## Население
В 1926 году проживало 54 мужчин и 60 женщины (114 человека). Национальность: русские.